# 桃樹戰爭
桃樹戰爭（Peach Tree War）也被稱為桃子戰爭（Peach War），是指在1655年9月15日時美洲原住民蘇斯克漢諾克人與同盟部落對新尼德蘭殖民地如位於新阿姆斯特丹對面的帕翁尼亞與周圍沿著北河（哈德遜河）分佈的拓墾地所發動的大規模攻擊。

## 背景
在1638年3月，由彼得·米紐特所率領的拓殖者為了瑞典國王航行到今天美國德拉瓦州的威爾明頓，宣稱德拉瓦河西岸的土地為「新瑞典」。雖然英國人與荷蘭人在這之前對這塊地區主張了所有權，但由於他們沒有能力從蘇斯克漢諾克人那邊取得該地的支配性地位等因素，所以兩者都沒有統治超出邊境佔領地的部分。而作為一個被解雇的荷蘭西印度公司新尼德蘭殖民地總督，米紐特對於該地地勢與當地習俗都十分了解並迅速地從蘇斯克漢諾克人手上「買下」這塊土地（實際上是進行拓殖的權利）。蘇斯克漢諾克人對荷蘭人並不信任，因為他們與蘇斯克漢諾克人敵對的易洛魁聯盟有緊密的同盟關係。當這個馬里蘭的新殖民地被逼出威廉·克萊本以肯特島為中心的貿易網時，蘇斯克漢諾克人遂失去了他們英國的貿易夥伴。蘇斯克漢諾克人很快就成為新瑞典毛皮與生皮的主要供應者與歐洲產品的顧客。在這個過程中，新瑞典變成蘇斯克漢諾克人的附庸與受保護地，當時蘇斯克漢諾克人可能是美國東海岸最主要的勢力。
英國人與荷蘭人都否認瑞典殖民的權利，但荷蘭人由於發現了德拉瓦河源於北緯42度以上的部分並擴展對北美的所有權而更加地關注。1651年時英荷試圖結合先前所建立之據點貝佛斯里德堡與拿索堡的力量，之後在瑞典克莉斯汀娜堡下游6.5 mi（10.5 km）建了卡西米爾堡。在1654年的聖三一主日，新瑞典總督約翰·普林茲上校的代表暨顧問約翰·里辛赫開始試著將荷蘭人從德拉瓦谷趕出去。卡西米爾堡遭到了攻擊，而後投降，重新命名為聖三位一體堡（瑞典語：Fort Trefaldighet），瑞典人完整掌握了他們的殖民地。1654年6月21日，印地安人與瑞典仁會面並重申其協定。在瑞典於波羅的海展開第二次北方戰爭進攻波蘭立陶宛聯邦之後不久，荷蘭人採取行動謀取利益，在1655年9月11日到15日之間，一支武裝艦隊在總督彼得·斯泰弗森特的指揮下攻佔了新瑞典。幾天之後，蘇斯克漢諾克人開始報復。

## 攻擊行動
雖然蘇斯克漢諾克人的領土在更內陸與更南方的地方，他們對於勒納佩族，亦稱德拉瓦印地安人）還是有優勢政治、軍事地位。這使得蘇斯克漢諾克人能夠召集一支由各個同盟與鄰近包括當地居民在內的團體所組成的軍隊。當大量的駐軍待在新瑞典時，這支由六百名戰士組成的軍隊在新阿姆斯特丹（今曼哈頓下城）登陸，他們行經大多沒有防衛的狹窄巷道而造成大破壞，但並沒有殺戮。他們之後渡過了北河（哈德遜河）攻擊帕翁尼亞（澤西市）。150名人質被俘擄，扣留在包勒斯胡克。在哈林、史泰登島與布朗克斯的農場也遭到了攻擊。彼得·斯泰弗森特得知遭受攻擊的消息後，立即率領攻擊新瑞典的軍隊趕回來。當之後贖回人質時，殖民者們在新阿姆斯特丹取得臨時的避難所，而在河川西岸的殖民者則被滅絕。

## 衝擊與餘波
然而諷刺的是，蘇斯克漢諾克人的報復行動可能在當時並不為新尼德蘭殖民者所理解，他們的紀錄顯示這是祖伊德特河（Zuydt Rivier，即德拉瓦谷）的瑞典人所為。這次攻擊似乎是受到了一個名為塔琴琪（Tachiniki）的年輕瓦平格爾族女子因為偷竊一個桃子而被一名荷蘭人殺害的事件之刺激，這起事件在這次攻擊行動之前迅速地提高不同文化之間的緊張關係。在贖回位於包勒斯胡克的人質後，彼得·斯泰弗森特向美洲原住民買回於現在哈德遜河與哈肯薩克河之間土地的拓墾權，並建立起加強防衛的柏根村莊（今柏根廣場），在偏遠的城鎮也設置了木堡。
康內留斯·梅林在史泰登島上新闢的殖民地遭到放棄。民主改革者與地方自治擁護者阿德里安·范·德·鄧克所有的柯雷鄧克莊園（在今布朗克斯的范科特蘭公園）也是已知遭到攻擊且燒毀的農場之一，而紀錄顯示范·德·鄧克在8月時還活著而到了在接下來的1月時已去世，暗示在這次襲擊中他家有遭到洗劫的可能。雖然沒有關於其死亡方式的具體紀錄，但從這結果可推測范·德·鄧克可能死於「戰爭」或在「戰爭」之後死去。如果如此，這個結果由於范·德·鄧克是位在美洲原住民民族誌與語言學上值得尊敬的拓荒者，又是彼得·斯泰弗森特政治上的復仇者而顯得諷刺。

## 腳註
1. 1 2  Russell Shorto. . Random House. 2004. ISBN 1-4000-7867-9.
2. ↑  . Delaware Public Archives. State of Delaware.   [2010-09-14]. （原始内容存档于2010-08-21）.
3. ↑  Siege of Christina Fort, 1655 http://etc.usf.edu/Maps/pages/8100/8116/8116.htm （页面存档备份，存于）
4. ↑  E.M Ruttenber, Indian Tribes of Hudson's River to 1700, 3rd ed., ISBN 0-910746-98-2, (Hope Farm Press, 2001)
5. ↑  . Jersey City A to Z. New Jersey City University.   [2010-09-16]. （原始内容存档于2015-04-18）.
6. ↑  Documents relating to the history and settlements of the towns along the Hudson and Mohawk Rivers (with the exception of Albany), from 1630 to 1684, "Extract from a letter of the Directors in Holland to Stuyvesant and Council", 1881, Albany, Weed, Parsons and Co., pg.70
7. ↑  專家相信瓦平格爾族前往遠方為被殺害的塔琴琪件報復是因為他們受夠繳稅給荷蘭人與遵守荷蘭的法律。
Van Winkle, Daniel. . Jersey City A to Z. New Jersey City University. 1902  [2010-09-16]. （原始内容存档于2008-09-15）.
8. ↑  Laws and Ordinances of New Netherland 1638-1674, compiled and translated  by E.B.Callaghan, 1868
9. ↑  . GetNJ.com.   [2010-09-18]. （原始内容存档于2011-05-27）.